# Ketotifen
Ketotifen, ki se med drugim prodaja pod tržnima imenoma Zaditen in Zaditor, je nekompetitivni antihistaminik in stabilizator mastocitov (tkivnih bazofilcev). Deluje kot antagonist na receptorjih H1 in 5-HT2. Pogosto se prodaja kot sol s fumarinsko kislino, tako imenovani ketotifen fumarat, in je na voljo v dveh oblikah. V oftalmološki različici se uporablja za zdravljenje alergijskega konjunktivitisa. Kadar se ga uporablja v peroralni obliki, je namenjen preprečevanju astmatičnih napadov ali anafilaksije, pa tudi raznim alergijskim bolezenskim stanjem.
Ketotifen so patentirali leta 1970, v medicini pa so ga začeli uporabljati v letu 1976.

## Uporaba
Ketotifen zmanjšuje in preprečuje očesno srbečico in draženje, povezano s sezonskimi alergijami. Učinki zdravila se pojavijo že nekaj minut po aplikaciji. Uporaba ketotifena pri otrocih, mlajših od treh let, ni preučena. Razpolovni čas je 12 ur. Poleg antihistaminske uporabe je ketotifen tudi funkcionalni antagonist levkotriena in inhibitor (zaviralec) fosfodiesteraze.
Peroralni ketotifen se uporablja pri bolnikih z astmo, alergijskim rinitisom, alergijskim konjunktivitisom, atopičnim dermatitisom, različnih tipih koprivnice, mastocitozi, alergijski in nealergijski anafilaksiji, angioedemu in alergijah na hrano v Kanadi, Evropi ter Mehiki. Ketotifen naj bi pomagal tudi pri sindromu razdražljivega črevesja.

## Neželeni učinki
Neželeni učinki vključujejo zaspanost, pridobivanje teže (približno 5 kg), suha usta, draženje in močnejše krvavenje iz nosu.

## Farmakologija
Ketotifen je selektivni antihistaminik – to je, inverzni agonist histaminskega receptorja H1 in stabilizator mastocitov. Hkrati naj bi imel ketotifen tudi šibko antiholinergično in antiserotonergično aktivnost. Kljub temu sta antiholinergična in antiserotonergična aktivnost v odmerkih, ki se navadno uporabljajo klinično, minimalni ali zanemarljivi.

## Tržna imena
Ketotifen se prodaja pod mnogimi tržnimi imeni. V Sloveniji ga je mogoče dobiti kot zdravilo, imenovano Zaditen.